# Bill Holman
Willis Leonard "Bill" Holman (Olive (Californië), 21 mei 1927 – Los Angeles, 6 mei 2024) was een Amerikaanse jazzsaxofonist, arrangeur en componist.

## Carrière
Holman leerde tijdens de highschool tenorsaxofoon spelen. Na het vervullen van zijn militaire dienstplicht en een opleiding tot ingenieur aan de Universiteit van Californië - Los Angeles besloot hij om muziek te schrijven voor bigbands en studeerde hij aan het Westlake College in Los Angeles. In 1951 schreef hij voor Charlie Barnet. Sinds 1952 was hij werkzaam als arrangeur en instrumentalist in het orkest van Stan Kenton (New Concepts of Artistry in Rhythm). Hij behoorde zowel als instrumentalist alsook als componist en arrangeur onlosmakelijk tot de West Coast Jazz van de jaren 1950, waar hij in combo's speelde voor Shorty Rogers en Shelly Manne en later een eigen band leidde met Mel Lewis.
Vervolgens leidde hij een eigen bigband, die steeds weer werd opgeroepen voor plaatproducties. Daarnaast had hij samengewerkt met de belangrijkste artiesten van de modernjazz, waaronder Louie Bellson, Count Basie, Terry Gibbs, Woody Herman, Bob Brookmeyer, Buddy Rich, Gerry Mulligan, Doc Severinsen en  de WDR- en de HR-bigband. Hij schreef voor zangers/zangeressen als Anita O'Day, Sarah Vaughan, Tony Bennett, Carmen McRae, Judy Garland, Ella Fitzgerald, Mel Tormé, Michael Bublé, June Christy, Natalie Cole en The Fifth Dimension.
Van zijn vaak polyfoon aangemaakte composities werden in het bijzonder Bright Eyes, Evil Eyes, Trilogy, maar ook filmmuziek als Swamp Woman (1956), Get Out of Town (1959) en Three on a Coach (1966) bekend. In 1996 kreeg hij voor zijn compositie A View From the Side, opgenomen met de Bill Holman Band en in 1998 voor arrangementen op zijn cd Brilliant Corners – The Music of Thelonious Monk, een Grammy Award. In 2010 kreeg hij de NEA Jazz Masters Fellowship.
Holman overleed op 6 mei 2024 op 96-jarige leeftijd.

## Discografie
- 1958: Jive for Five (VSOP) met Jimmy Rowles, Wilfred Middlebrooks, Mel Lewis
- 1987: Bill Holman Meets the Norwegian Radio Big Band (Taurus Records (jazzlabel)|Taurus Records) met Atle Hammer
- 1995: A View from the Side (JVC)
- 1997: Brilliant Corners (JVC)
- 2004: Live (Jazzed Media)

- Bibsys: 1006771
- Biblioteca Nacional de España: XX1555608
- Bibliothèque nationale de France: cb140326563 (data)
- CiNii: DA16196207
- Gemeinsame Normdatei: 134409833
- International Standard Name Identifier: 0000 0000 8401 3044
- Library of Congress Control Number: n82063123
- MusicBrainz: 67455f3b-6112-4f6e-9cfd-000ddf0783df
- Nationale Bibliotheek van Tsjechië: mzk2014804957
- Nationale bibliotheek van Australië: 35899794
- Nationale Bibliotheek van Israël: 987007332947505171
- Nederlandse Thesaurus van Auteursnamen: 09795571X
- Réseau des bibliothèques de Suisse occidentale: 02-A011730645
- Istituto Centrale per il Catalogo Unico: LO1V267353
- SNAC: w6w681ds
- Système universitaire de documentation: 160407257
- Virtual International Authority File: 93729533
- WorldCat: E39PBJbCRTXrfDVRKrKM6d4g8C